# マザー・グース (日本の音楽グループ)
マザー・グース (MOTHER GOOSE) は、1975年から1978年まで活動した3人組女性グループ。

## メンバー
- 金田真由美（かねだ まゆみ、1957年2月13日 - ）– ヴォーカル、サイド・ギター
  - 趣味：チロ（犬）と遊ぶこと、愛称：マミ[1]
- 京田由美子（きょうだ ゆみこ、1956年8月28日 - ）– ヴォーカル、リード・ギター
  - 趣味：UFO（UFOに関するあらゆる本を読み、現在は、UFOの存在を信じている）、愛称：ユミ[1]
- 高田幸枝（たかだ さちえ、1956年12月15日 - ）– ヴォーカル、ハーモニカ、パーカッション
  - 趣味：食べること、バレー・ボール、軟式野球（町内会のメンバー）、愛称：タカダー!![1]

全員とも石川県金沢市出身である。

## 解説
金沢市内の中学から高校にかけて知り合った京田由美子、金田真由美、高田幸枝の3人が“キャンパス”と名乗って歌い始めたのは高校3年生の終わり頃。グループ結成当初から、金沢市内のレコード店や北国講堂で行われていた地元のアマチュアバンドの定期コンサート等で自作曲を演奏していた。
その後、高校卒業後の1975年6月に、自主制作シングル「インディアン・ケイティの唄」を発売。この曲を耳にし、彼女たちに大いなる可能性を感じとったのが、自主制作レコードを受託製造した東芝EMI（当時）の新人ディレクター芥川澄夫だった。芥川は“トワ・エ・モワ”解散後、東芝EMIの制作担当になったばかりで、自ら手がける新人アーティストを捜していた。
芥川のアイデアにより、グループ名を“マザー・グース”に改名、シングル「とんでるルーシー」で全国デビューを果たしたのは1976年7月のこと。9月にはデビュー・アルバム『インディアン・サマー』を発表。吉川忠英とラスト・ショーによるアレンジ・演奏をバックに透明感のあるヴォーカルとコーラスを聞かせるアルバムだったが、大きな注目を集めるまでには至らなかった。当時、マザー・グースがライヴで共演したアーティストの中には東芝EMIからほぼ同時期にデビューした尾崎亜美、北川トミのほか、ケメ、アルフィー、ウィークエンドなどがいた。
セカンド・アルバム『パノラマ・ハウス』が発表されたのはファーストからわずか9ヶ月後の1977年6月。ここでも吉川忠英とラスト・ショーとの息の合ったコラボレーションが聴かれたが、周囲の期待に応えるだけの商業的成功を掴むことは出来なかった。
同年11月にはアルバム収録曲だった「貿易風にさらされて」と「マリン・ブルー」を新たに山下達郎の編曲・プロデュースにてレコーディング、シングル・リリース。山下はプロデュース依頼を受けてメンバーと顔合わせする前、新宿ルイードで行われた彼女たちのライヴを観に来たことがあり、リメイク・シングルのレコーディング後も、マザー・グースのことを気にかけていたという。
また、マザー・グースの音楽出版を管理していたPMPも彼女たちのソングライティング・センスを高く買っていて「貿易風にさらされて」の海外売り込み用英語ヴァージョンをアメリカ人シンガーを使って、1977年にデモ・レコーディングしている。
シングル発表後、尾崎亜美のルイード公演やFM番組へのゲスト出演など1978年初頭までプロモーション活動も行い、サード・アルバムのレコーディングも計画されていたが、同年解散。

## ディスコグラフィー

### シングル
1. インディアンケイティの歌 ⁄ 季節はずれの雲（1975年6月30日）- FOUND CITY V-1001 ※“キャンパス”名義による自主制作盤

1. とんでるルーシー（1976年7月5日）- EXPRESS ⁄ TOSHIBA-EMI ETP-10013
  - とんでるルーシー（作詞：金田真由美 ⁄ 作曲：京田由美子 ⁄ 編曲：瀬尾一三）※シングル・ヴァージョン
  - メイフラワー号（作詞・作曲：高田幸枝 ⁄ 編曲：瀬尾一三）※シングル・ヴァージョン
2. ミュージシャンをやっつけろ!（1976年）- EXPRESS ⁄ TOSHIBA-EMI ETP-10112
  - ミュージシャンをやっつけろ!（作詞：金田真由美 ⁄ 作曲：京田由美子 ⁄ 編曲：吉川忠英とラスト・ショー）
  - 男たちのアリバイ（作詞：金田真由美 ⁄ 作曲：京田由美子 ⁄ 編曲：吉川忠英とラスト・ショー）
3. COOL（クール）（1977年3月5日）- EXPRESS ⁄ TOSHIBA-EMI ETP-10175
  - COOL（クール）（作詞：金田真由美 ⁄ 作曲：京田由美子 ⁄ 編曲：吉川忠英）
  - ついてない女（作詞・作曲：高田幸枝 ⁄ 編曲：吉川忠英）
4. 貿易風にさらされて / マリン・ブルー（1977年11月20日）- EXPRESS ⁄ TOSHIBA-EMI ETP-10342
  - 貿易風にさらされて（作詞：金田真由美 ⁄ 作曲：京田由美子 ⁄ 編曲・プロデュース：山下達郎）
  - マリン・ブルー（作詞：金田真由美 ⁄ 作曲：京田由美子 ⁄ 編曲・プロデュース：山下達郎）

### アルバム
1. インディアン・サマー（1976年9月5日）- EXPRESS ⁄ TOSHIBA-EMI ETP-72200
編曲、演奏は吉川忠英とラスト・ショー
2. パノラマ・ハウス（1977年6月5日）- EXPRESS ⁄ TOSHIBA-EMI ETP-72249
松任谷由実がジャケット・イラストと推薦コメントを提供